# Anne Bignan
Anne Bignan (* 3. August 1795 in Lyon; † 27. November 1861) war ein französischer Schriftsteller und Übersetzer.
Bignan veröffentlichte 1819 drei Gesänge der Ilias in französischer Übersetzung, die seinen Ruf als Übersetzer der Werke Homers begründete. Die komplette Übersetzung der Ilias erschien 1830, die der Odyssee folgte 1841. Beide Werke wurden mehrfach neu aufgelegt.
Er wurde von der Société royale des bonnes lettres, der Académie des jeux floraux und 1829 als Ritter der Ehrenlegion ausgezeichnet. Bignan verfasste mehrere Romane und Theaterstücke und veröffentlichte 1850 einen Gedichtband.

## Werke
- L’Ermite des Alpes, 1821
- Iliade, Übersetzung, 1830
- L’Échafaud, Roman, 1832
- Une Fantaisie de Louis XIV, historischer Roman, 1833
- Louis XV et le cardinal de Fleury, historischer Roman, 1834
- Le Dernier des Carlovingiens, 1836 (1837)
- Napoléon en Russie, Poem in sechs Gesängen, 1839
- La Manie de la politique, Komödie, 1840
- Odyssée, Übersetzung, 1841
- Poèmes Evangéliques, 1850